# CVV 2 Asiago
L'Asiago era un aliante da allenamento, ad ala centrale sviluppato presso il Centro per il Volo a Vela del R. Politecnico di Milano negli anni trenta.

## Storia del progetto
Fu registrato al Registro Navale e Aeronautico nella categoria "veleggiatori acrobatici" e successivamente venne prodotto e commercializzato dall'Aeronautica Lombarda di Cantù.

## Tecnica

### Cellula
La fusoliera era a sezione esagonale, superiormente arrotondata, che diviene rombica in coda. La chiglia a spigolo vivo aveva una funzione stabilizzatrice nei confronti di scivolamenti laterali e si prestava ad essere trasformata in anfibio.

Il posto di pilotaggio era completamente chiuso da una cupolina trasparente, sporgente, che garantiva visibilità in tutte le direzioni.
Erano presenti due sganci, entrambi comandabili dal pilota: l'uno aperto, munito di espulsore per il verricello, ed uno chiuso, tipo DFS.
Il pàttino d'atterraggio era molleggiato da tamponi di gomma e completamente ricoperto in tela.

### Superfici alari
Il veleggiatore era caratterizzato da un'ala alta, monolongherone.
All'incastro l'ala aveva profilo Gottinga G 535 per tutto il tratto rettangolare, che passava linearmente al profilo NACA M6 (alla punta dell'ala).
Sul dorso dell'ala era presente un diruttore, comandato da una maniglia sotto il cruscotto, per fissare la velocità limite di discesa.